# Dimo Atanasov
Dimo Atanasov Atanasov (in bulgaro Димо Атанасов Атанасов?; Pavlikeni, 24 ottobre 1985) è un allenatore di calcio ed ex calciatore bulgaro, di ruolo centrocampista, tecnico del Pavlikeni.

## Carriera

### Club
Ha giocato nella prima divisione bulgara.

### Nazionale
Ha giocato nella nazionale bulgara Under-21.

## Palmarès

### Club

#### Competizioni nazionali
- Vtora profesionalna futbolna liga: 1

CSKA 1948 Sofia: 2019-2020